# ديفيد إدوارد بيرد
ديفيد إدوارد بيرد (بالإنجليزية: David Edward Byrd)‏ هو رسام ومصمم جرافيك وفنان أمريكي، ولد في 4 أبريل 1941 في كليفلاند في الولايات المتحدة.